# Anne Madeleine Guédon de Presles
Anne Madeleine Guédon de Presles, född okänt år, död 1754, var en fransk kompositör. 
Hon var sångerska och skådespelare aktiv i Paris och Thèâtre de la Reine, och uppträdde ofta vid hovet. Hon publicerade 1742–1747 en rad egenskrivna sånger i Mercure de France, och är känd som den första kvinna som publicerade en samling av chants. 